# Consistórios de Gregório X
O Papa Gregório X (1271-1276) criou cinco cardeais em um consistório.

## 3 de junho de 1273
1. Pedro Julião, † 20 de maio de 1277
2. Vicedomino de Vicedominis † 6 de setembro de 1276
3. Boaventura, OFM † 15 de julho de 1274
4. Pierre de Tarentaise, OP † 22 de junho de 1276
5. Bertrand de Saint-Martin, OSB † 28 de março de 1278 (?)